# تسويق اجتماعي حضاري
التسويق الاجتماعي الحضاري هو مفهوم تسويقي يعني أنه يجب على الشركة أن تتخذ القرارات التسويقية ليس فقط من خلال أخد رغبات المستهلك ومتطلبات الشركة بعين الاعتبار، ولكن أيضًا مصالح المجتمع بعيدة المدى.
يعتبر التسويق الاجتماعي الحضاري أن مهمة المؤسسة هي تحديد احتياجات، ورغبات، ومصالح السوق المستهدف، وتحقيق الاكتفاء المطلوب بفعالية وكفاءة أكثر من المنافسين، وبطريقة تحافظ على رفاهية المستهلك والمجتمع بشكل عام وتعززها. لذلك، يجب أن يسعى المسوقون لتلبية احتياجات ورغبات الأسواق المستهدفة بشكل يحافظ على رفاهية المستهلكين والمجتمع بكامله ويعززها. يرتبط هذا التسويق ارتباطًا وثيقًا بمبادئ المسؤولية الاجتماعية للشركات، والتنمية المستدامة.

## التعريف
يمكن تعريف التسويق الاجتماعي الحضاري على أنه «تسويق ذو بعد اجتماعي أو تسويق يشمل معايير غير اقتصادية». «يهتم التسويق الاجتماعي الحضاري بمصالح المجتمع بعيدة المدى». ويهتم «بالفوائد المباشرة العائدة على المؤسسة والفوائد الثانوية العائدة على المجتمع». يميز التسويق الاجتماعي الحضاري بين الاكتفاء الفوري للمستهلك والفوائد الاجتماعية والبعيدة المدى على المستهلك. بناءً على ذلك، تُعرف أندرياس كابلان الإدارة الاجتماعية على أنها «الإدارة الاجتماعية الحضارية التي تأخذ بعين الاعتبار رفاهية المجتمع الشاملة بالإضافة إلى اعتبارات ربحية بسيطة». يعتبر هذا المفهوم مفهوم تسويق ثلاثي الأبعاد -الرفاهية الاجتماعية، والرفاهية الفردية، وأرباح الشركات.

## الأهداف
لوحظت العديد من المحاولات لتعريف أهداف التسويق الاجتماعي الحضاري، مثل:
- «تقتضي المسؤولية الاجتماعية أن يكون صانعوا القرار في الشركات..ملزمون أن يتخذوا إجراءات تحمي وتعزز مصالح المجتمع».
- «يقع على عاتق الشركات مسؤولية مساعدة المستهلك... ويعتبر من واجب الشركة تعزيز قيم الاستهلاك المناسبة».
- «مديروا الشركات غير مفوضون بتبني أدوار قيادية في تطور مجتمعنا إلى مستويات جديدة من السلوك الأخلاقي». يمكنهم أن يساعدوا في الفهم المشترك للأسباب.

## نبذة تاريخية
ظهر مفهوم التسويق الاجتماعي الحضاري في بدايات سبعينيات القرن العشرين، إذ روّج لنموذج تسويق أخلاقي ومعنوي ومسؤول أكثر اجتماعيًا، في محاولة لمواجهة بعض الانتقادات الجدية للتسويق والتي نتجت عن الحركة الاستهلاكية في ذلك الوقت.
يعود الفضل عمومًا في طرح مفهوم التسويق الاجتماعي الحضاري في الأدب إلى فيليب كوتلر في مقالة له عام 1972، بعنوان «ماذا تعني النزعة الاستهلاكية بالنسبة للمسوقين» في مجلة هارفارد بيزنس ريفيو لعام 1972. اعتقد كوتلر بلا شك أنه هو من صاغ مصطلح «التسويق الاجتماعي الحضاري» وأنه كان أول من دوّنه في الأدب التسويقي. جادل بعض المؤرخين التسويقيين، وبشكل خاص ويلكي ومور، أن وجهة النظر الاجتماعية الحضارية لم تكن جديدةً، وأنه يمكن العثور على دليل على ذلك في نظرية التسويق والنصوص التسويقية، منذ بداية الأدب في أوائل القرن العشرين. طرح كوتلر كل من مفهومي التسويق الاجتماعي (توسيع تقنيات التسويق إلى مجالات غير تجارية) والتسويق الاجتماعي الحضاري، مجادلًا أنه يجب تخفيف مفهوم التسويق وتقنياته وتنقيحه في نهاية المطاف من خلال تبني توجه اجتماعي أكثر وضوحًا. كان إبداع مفهوم كوتلر هو فكرة «رفاهية المستهلك على المدى الطويل»، التي تؤكد على أن الرغبات قصيرة الأمد يمكن ألا تدعم مصالح المستهلك بعيدة الأمد أو أن تكون جيدة للمجتمع ككل.
يتبنى مفهوم التسويق الاجتماعي الحضاري الموقف القائل بأن لدى المسوقين مسؤولية اجتماعية أكبر من إرضاء العملاء ببساطة وتزويدهم بقيمة أفضل. بدلًا من ذلك، يجب على النشاطات التسويقية أن تسعى لدعم رفاهية المجتمع ككل. تحدد مؤسسات التسويق التي تبنت مفهوم التسويق الاجتماعي الحضاري عادةً مجموعات أصحاب المصلحة الرئيسيين بمن فيهم: الموظفين، والعملاء، والمجتمعات المحلية، والحكومة والعوام الأوسع نطاقًا، وتأخذ تأثير نشاطاتهم على أصحاب المصلحة بعين الاعتبار.
ويؤكدون أن نشاطات التسويق لا تؤذي البيئة وليست خطرة على المجتمع الأوسع. تطور التسويق الاجتماعي الحضاري إلى تسويق مستدام. يتطلب التسويق الاجتماعي الحضاري من الشركات مراعاة اعتبارات بيئية وأخلاقية واجتماعية في تصميم السوق والمنتج.

## الأدوات
عرّف كوتلر أربعة أصناف من المنتجات، وصنفها وفقًا للفوائد طويلة الأمد وتحقيق الرضا الفوري:
1. منتجات مُعيبة، وهي التي لا تحقق فوائد قصيرة الأمد أو طويلة الأمد.
2. منتجات مُرضية، وهي التي تحقق مستوى كبير من الرضا الفوري، لكن من الممكن أن تسبب ضررًا للمجتمع عل المدى البعيد.
3. منتجات صحية، وهي التي تحقق رضا قصير الأمد، لكنها تفيد المجتمع على المدى الطويل.
4. منتجات مرغوبة، وهي التي تجمع بين الفوائد طويلة الأمد وتحقيق الرضا الفوري.

يقترح مفهوم كوتلر عن التسويق الاجتماعي الحضاري أنه من أجل رفاهية المجتمع، يجب استبعاد المنتجات الزهيدة من السوق، ويجب أن تمر المنتجات المُرضية والمنتجات الصحية في عملية تغيير لتتحول إلى منتجات بحالة مرغوبة، من خلال إضافة الفوائد قصيرة الأمد المفقودة إلى المنتجات الصحية والفوائد بعيدة الأمد إلى المنتجات المُرضية، ويجب أن يكون هدف الشركات النهائي هو تطوير منتجات مرغوبة. بدلًا من التركيز على بيع المنتجات، الذي يمكن أن يكون جيدًا أو سيئًا بالنسبة للمستخدم، يجب أن تركز الشركات على المستهلك وعلى رفاهية المجتمع.

## أمثلة
تدرك معظم الشركات أن النشاطات المسؤولة اجتماعيًا تُحسّن من صورتها أمام العملاء، وحملة الأسهم، والمجتمع المالي، وغيرهم من الجماهير ذوي الصلة. الممارسات الأخلاقية والمسؤولة اجتماعيًا هي تجارة جيدة ببساطة، إذ أنها لا تؤدي فقط إلى اكتساب صورة إيجابية، بل إلى زيادة المبيعات في نهاية المطاف.
- ذا بادي شوب: شركة ذا بادي شوب العامة الدولية المحدودة هي العلامة التجارية الأصلية والأخلاقية والطبيعية للجمال. تستخدم الشركة فقط المواد المستخلصة من النباتات في منتجاتها. وهي معارضة لإجراء التجارب على الحيوانات، وتدعم التجارة المجتمعية، وتقوية احترام الذات، والدفاع عن حقوق الإنسان، والحماية الشاملة للكوكب. لدى مؤسسة ذا بادي شوب أيضًا جمعياتهم الخيرية الخاصة، لمساعدة أولئك الذين يعملون لتحقيق التقدم في مجالات حقوق الإنسان والحقوق المدنية، والحماية البيئية للحيوانات. بالنتيجة، فإن مؤسسة ذا بادي شوب تتبع بالفعل مفهوم التسويق الاجتماعي الحضاري.[14]
- بدأت شركة آفون المحدودة للمنتجات مبادرة تُعرف باسم حملة آفون للتوعية بسرطان الثدي في عام 1993 بالشراكة مع مؤسسة التحالف الوطني لسرطان الثدي (نابكو- NABCO). بدؤوا يبيعون دبابيس ذات شريط وردي تمثل الرمز الدولي لسرطان الثدي مقابل دولارين يتبرعون منها بدولار لنابكو (NABCO). جمع ممثلوا آفون على امتداد الحملة مليارات الدولارات للتثقيف حول سرطان الثدي والحصول على خدمات الكشف المبكر للنساء التي تنقصها هذه الخدمات. إضافةً إلى ذلك، دُرّب 45 ألف شخص من مندوبي المبيعات الأمريكيين لمناقشة سرطان الثدي وأهمية الكشف المبكر مع عملائهم، ووزّعوا 80 مليون نشرة إعلانية عن الكشف عن سرطان الثدي.[15]

## التسويق الاجتماعي والتسويق الاجتماعي الحضاري
يجب التفريق بين مفهومي التسويق الاجتماعي والتسويق الاجتماعي الحضاري. التسويق الاجتماعي الحضاري هو فلسفة أو طريقة تفكير توجه قرارات التسويق، في حين أن التسويق الاجتماعي هو فرع منفصل من مجال التسويق. يهتم التسويق الاجتماعي الحضاري بالبحث في المفاهيم الأخلاقية والاجتماعية للتخطيط التسويقي. يهتم التسويق الاجتماعي بتسهيل التغيير الاجتماعي. الاختلاف الرئيسي بينهما هو أن «المصلحة الاجتماعية» الأكبر هي الاعتبار الأساسي في التسويق الاجتماعي بينما تعتبر الفوائد الاجتماعية واحدة من عدة اعتبارات في التسويق الاجتماعي الحضاري.
من ناحية أخرى، التسويق الاجتماعي هو فرع من التسويق بدأ في عام 1971 مع انتشار مقالة لكوتلر وزالتمان، يؤكدان فيها على نهجٍ مخطط له لتحقيق التغيير الاجتماعي. وهو معني بالدرجة الأولى بتشجيع السلوكيات الداعمة للمجتمع (مثل إعادة التدوير، والسلامة من الشمس، وممارسات القيادة الآمنة) وتثبيط السلوكيات المناهضة للمجتمع (مثل إلقاء القمامة على الأرض، والقيادة تحت تأثير الكحول). يُعرّف على أنه «تكيف تقنيات التسويق التجاري مع البرامج المصممة للتأثير على السلوك التطوعي للجمهور المستهدف، من أجل تحسين رفاهيتهم الشخصية ورفاهية المجتمع الذين هم جزءٌ منه».
يستخدم التسويق الاجتماعي تقنيات واستراتيجيات تجارية أكثر تقليدية، مع التركيز على الإقناع من أجل تحقيق الأهداف الأفضل لمصلحة المجتمع. يمكن لحملاته إما تشجيع السلوك الجدير بالاهتمام، على سبيل المثال مثل جمع التبرعات للمنظمات غير الربحية أو الثني عن السلوك الرديئ للتشجيع على رفاهية المجتمع، مثل حملات عدم التدخين أو تشجيع استخدام أحزمة الأمان. إحدى الخصائص الأخرى للتسويق الاجتماعي هي أنه مصمم للتأثير بالسلوك الفردي من أجل تحسين الرفاهية. ويشمل أكثر من مجرد الإعلان في وسائل الإعلام التقليدية، إذ يمكن أن يمتد إلى البرامج التعليمية أو أنظمة التطبيق الرسمية في حالات حملات السلامة الطرقية. خطط لحملات نفذتها منظمات حكومية أو غير حكومية. من بين الأمثلة الواضحة التي تميز بين التسويق الاجتماعي الحضاري والتسويق الاجتماعي هي حملة التسويق التي تستهدف عدم التدخين. يعتبر إعلان الإقلاع عن التدخين مثالا على التسويق الاجتماعي، لكن إن كانت استراتيجيات وتقنيات التسويق المستخدمة في تلك الحملة تركز على زيادة رفاهية المجتمع، فإن تلك الحملة نفسها يمكن أن تكون مثالًا على التسويق الاجتماعي الحضاري.
كان مفهوم التسويق الاجتماعي الحضاري أحد رواد التسويق المستدام في دمج قضايا المسؤولية الاجتماعية مع استراتيجيات التسويق التجارية. على النقيض من ذلك، يستخدم التسويق الاجتماعي نظريات التسويق التجاري، والأدوات والتقنيات للتأثير على التغيير الاجتماعي. يطبق التسويق الاجتماعي نهج «موجه إلى العميل» ويستخدم مفاهيم وأدوات مستخدمة من قبل المسوقين التجاريين لتحقيق أهداف اجتماعية مثل الحملات المناهضة للتدخين أو جمع التبرعات للمنظمات غير الحكومية.